# SGL Carbon
SGL Carbon SE er en tysk producent af karbonprodukter som grafitprodukter, karbonfibre og kompositmaterialer.
De har 30 fabrikker i verden og et servicenetværk i over 100 lande. Deres hovedkvarter er i Wiesbaden, Hessen. I 2022 havde de en omsætning på 1,136 mia. euro og 4.760 ansatte.
SGL Carbon AG blev etableret i 1992 ved en fusion mellem SIGRI GmbH (Tyskland) og Great Lakes Carbon (USA).